# Desde que no estás
«Desde Que No Estás» es  una canción interpretada por el cantante y compositor colombiano Fonseca. Es el primer sencillo de su cuarto álbum de estudio 'Ilusión'. Fue lanzado en el 22 de agosto de 2011. La canción fue nominada en la categoría como "Mejor Canción Tropical".

## Formatos
| Descarga digital — Estados Unidos |                      |          |  |
| N.º                               | Título               | Duración |  |
| 1.                                | «Desde Que No Estás» | 3:32     |  |